# Heresiarches himalayanus
Heresiarches himalayanus là một loài tò vò trong họ Ichneumonidae.